# Tulum
Tulum (eller Tuluum) er en præcolumbiansk mayaby beliggende i Mexico på Yucatán-halvøens østside. Byen ligger på en høj kridtklint over det Caribiske Hav, og var før den spanske erobring af Mellemamerika en vigtig handelsby. Byen var omkranset af en forsvarsmur og dens vigtigste tempel var viet til Ixmana.
20°12′53″N 87°25′44″V / 20.2147°N 87.4289°V